# Guy-Joseph-François-Thimoléon d'Aubergeon de Murinais
Guy-Joseph-François-Thimoléon d'Auberjon, chevalier de Murinais, né le 8 novembre 1759 à Saint-Marcellin et mort le 28 février 1831 au château de Murinais, est un militaire et homme politique français.

## Biographie
Chevalier de l'ordre de Malte[Lequel ?], officier d'infanterie au Régiment-Dauphin et lieutenant criminel à Saint-Marcellin, il fait partie, en qualité de député de Romans, des États de Dauphiné de 1788, et est ensuite élu, le 7 janvier 1789, député suppléant de la noblesse aux États généraux par le Dauphiné.
Admis à siéger, le 28 novembre de la même année, il se montre hostile à toute réforme, combat la suppression des droits féodaux et des privilèges, traite Robespierre de factieux (7 août 1790) à propos d'un article du code pénal maritime dans lequel ce député voyait trop grande différence entre la peine infligée à l'officier et celle réservée au soldat ; dénonce (28 février 1791) le club des jacobins comme troublant la tranquillité du royaume ; attaque de nouveau Robespierre (18 juin 1791) pour avoir dénoncé l'émeute de Brie-Comte-Robert, et l'invective violemment. Murinais prend aussi la parole en faveur des prêtres réfractaires.
Lors de la fuite de Varennes, il prête cependant le serment de fidélité à l'Assemblée, et demande, le 14 août, que le fils aîné du roi conserve le titre de dauphin.
Il signe les protestations des 12 et 15 septembre 1791 contre les actes de la Constituante, et émigre.
Il ne rentre en France qu'a la fin de l'Empire et ne reparut plus sur scène politique.